# Подребар (Бузет)
Подребар (итал. Sotto la Rupe) је насељено место у унутрашњости Истарске жупаније, Република Хрватска. Административно је у саставу Града Бузета.

## Становништво
Према задњем попису становништва из 2001. године у насељу Подребар живело је 17 становника који су живели у 5 породичних домаћинстава.
Кретање броја становника по пописима 1857—2001.
| година пописа  | 1857. | 1869. | 1880. | 1890. | 1900. | 1910. | 1921. | 1931. | 1948. | 1953. | 1961. | 1971. | 1981. | 1991. | 2001. |
| бр. становника | 81    | 88    | 114   | 125   | 111   | 107   | 0     | 0     | 58    | 55    | 48    | 47    | 22    | 18    | 17    |

Напомена:У 1921. и 1931. подаци, а у 1857. и 1869. дио података садржани су у насељу Подкук. Од 1880. до 1910. исказано као део насеља. Од 1869. до 1910. садржи податке за бивше насеље Свети Улдарик.